# 月嶋真弓
月嶋 真弓（つきしま まゆみ、8月11日 - ）は日本の女性声優。

## 略歴
過去にはヒラタオフィス新人部フラッシュアップに所属していたが、2023年7月31日をもって退所。同年12月1日よりオフィスリスタート預かりとなる。

## 人物
趣味は神社巡り、スノーボード、タップダンス。特技はコンテンポラリーダンス、スポーツ全般、ヨガ。公式サイトのプロフィールには体育大学出身であり、さらにヨガのインストラクター資格を所持していることが記載されている。

## 出演

### テレビアニメ
2021年
- 白い砂のアクアトープ（子供、生徒、グループ客、営業部スタッフ、招待客）

2022年
- アニ×パラ〜あなたのヒーローは誰ですか〜（観客）
- メイドインアビス 烈日の黄金郷

2023年
- 虚構推理 Season2（あやかしたち）
- スキップとローファー（元林、地元同級生女子）
- 魔法使いの嫁 SEASON2（ソフィア、親戚）
- 君のことが大大大大大好きな100人の彼女（同級生A）

2024年
- 負けヒロインが多すぎる!（女子生徒、海水浴場客、小学生、小鞠進、生徒）
- 歴史に残る悪女になるぞ（ニーナ）

2025年
- その着せ替え人形は恋をする Season 2（三島暦）

### 劇場アニメ
- 劇場版 少女☆歌劇 レヴュースタァライト（2021年、久宝桜[1]）
- すずめの戸締まり（2022年[1]）
- しん次元! クレヨンしんちゃん THE MOVIE 超能力大決戦 〜とべとべ手巻き寿司〜（2023年[1]）

### Webアニメ
- スター・ウォーズ: ビジョンズ「村の花嫁」（2021年、サクの仲間[1]）
- スーパー・クルックス（2021年、観光客[1]）
- 陰陽師（2023年、女官A[1]）

### ゲーム
- ガールフレンド（仮）（2021年、朝門春日〈2代目〉[16]）

### CM
- 山形日産グループ創業60周年記念 アニメCM（2021年、友人B[1]）

### 朗読劇
- 遠くて蒼い宇宙（2024年1月28日）